# Otites pyrrhocephala
Otites pyrrhocephala är en tvåvingeart som först beskrevs av Friedrich Hermann Loew 1876.  Otites pyrrhocephala ingår i släktet Otites och familjen fläckflugor.
Artens utbredningsområde är Nevada. Inga underarter finns listade i Catalogue of Life.